# Hyllisia ochreovittipennis
Hyllisia ochreovittipennis là một loài bọ cánh cứng trong họ Cerambycidae.